# Gorg Blau
El Gorg Blau es un embalse artificial de agua que se encuentra entre las faldas del Puig Major y del Puig de Masanella. Juntamente con el embalse de Cúber, desde 1971 abastece de agua la zona de Palma de Mallorca y sus alrededores (Mallorca, Islas Baleares, España).
Se encuentra situado en el valle de Almallutx y cerca de las casas del mismo nombre.
El torrente que parte del embalse, llamado torrente del Gorg Blau o sa Fosca, desemboca en el torrente de Pareis. Fue declarado Monumento natural por el Gobierno Balear en 2003.

## Primer Gorg Blau
Hasta 1971, se llamaba Gorg Blau al lugar más estrecho del torrente que recibía el nombre, en el lugar por el que atravesaba el camino de Sóller, con un puente. Al lado del puente se llegó a perforar un túnel para los coches. En el lugar conocido como Cals Reis, en 1906 se construyó una central eléctrica que aprovechaba el agua.
Antes de la construcción del embalse el lugar se hizo famoso por la conjunción de la elevación de las paredes del torrente, el color del agua y el puente, que inspiró poemas, fue pintado, fotografiado, se convirtió en objeto de visitas turísticas y de reproducción en tarjetas postales.

## Galería

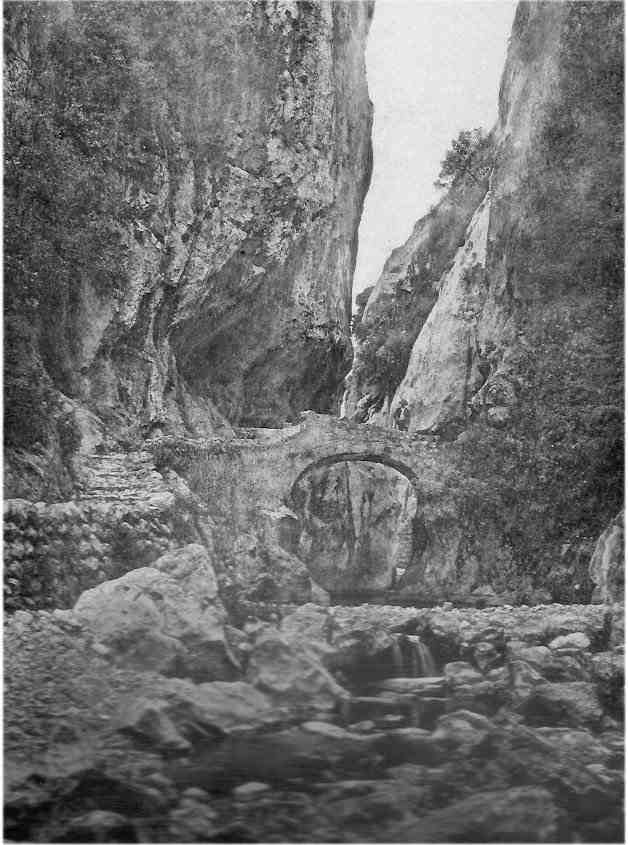
El Gorg Blau primitivo (1904).
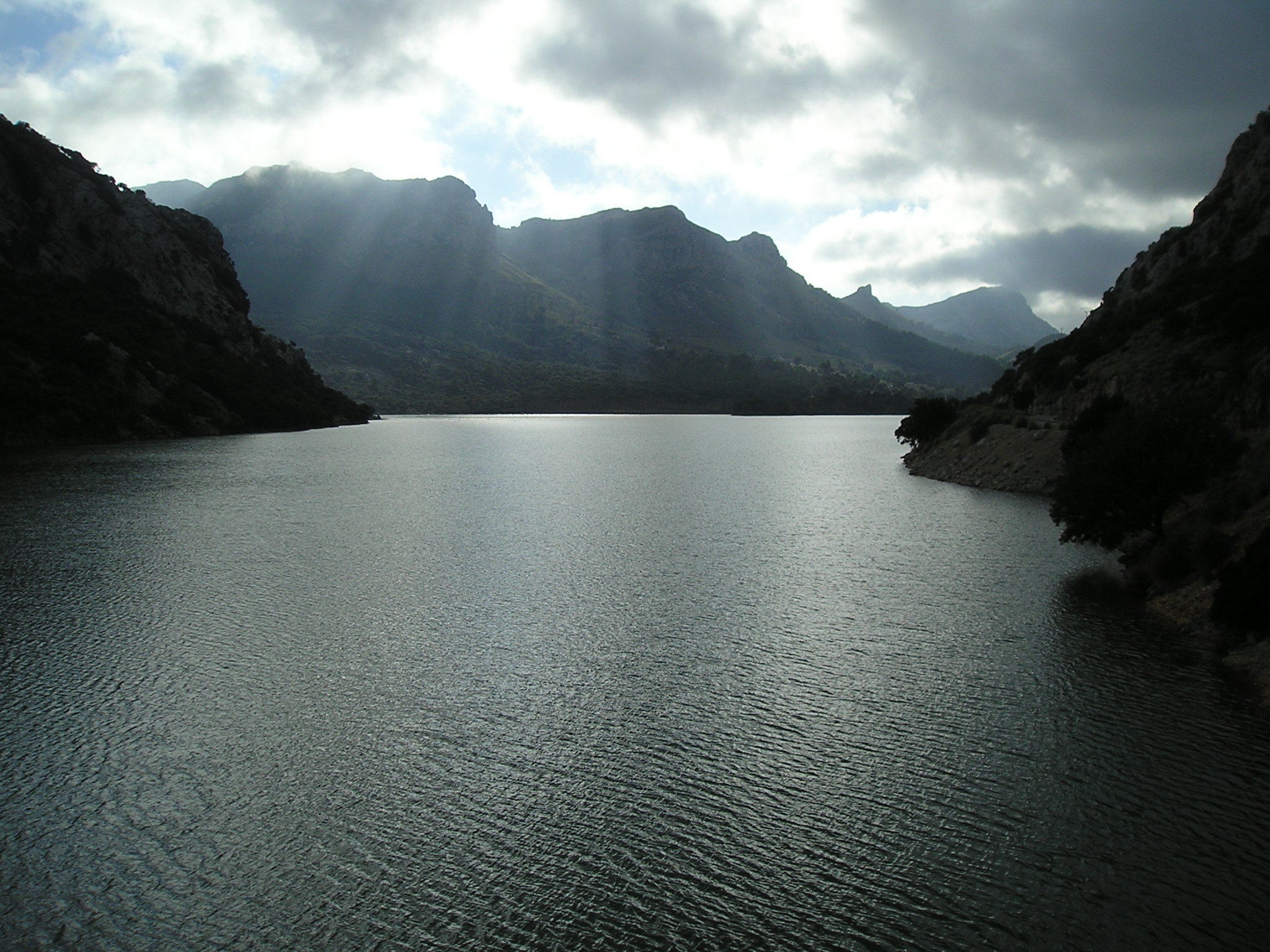
Gorg Blau.